# كريس لايتفوت
كريس لايتفوت (بالإنجليزية: Chris Lightfoot)‏ هو لاعب كرة قدم ومدرب كرة قدم بريطاني في مركز الدفاع، ولد في 1 أبريل 1970 في بنكث في المملكة المتحدة. لعب مع أولدهام أثلتيك ونادي تشستر سيتي ونادي رانكورن هالتون ونادي كرو ألكساندرا ونادي موركامب وويغان أتلتيك.

## وصلات خارجية
- كريس لايتفوت على موقع قاعدة بيانات كرة القدم.إي يو (الإنجليزية)
- كريس لايتفوت على موقع Soccerbase.com (لاعب) (الإنجليزية)